# 南洋理工大学
南洋理工大学（英語：Nanyang Technological University），简称南大，是新加坡一所综合类研究型大学。其校址前身是成立于1955年的南洋大学。南洋理工大学在2022年QS世界大学排名榜上名列全球第12位。
南大的主要校园被称为“云南园”，位于新加坡的西南部，占地200公顷。南大主校区经常被列入全球十大最美丽的大学校园之列，并有57个绿色标志认证（相当于LEED认证）建筑，其中54个获得Green Mark Platinum认证，另外其在新加坡医疗区诺维娜也设有校园。
南大是一所商科和工科并重的综合类大学，其中南洋商学院连续第三年在英国《金融时报》全球MBA排名上升，2018年在世界各大商学院中排名第22位。南大工程学院也是世界规模最大的工程学院之一，并在2022年QS世界大学学科领域排行榜中名列全球第4名。在2023年《美国新闻与世界报道》（U.S. News & World Report）世界大学排名中名列全球第30名，亚洲第3名；在2023年泰晤士高等教育世界大学排名中名列全球第36名。

## 历史年表
“南洋”意为“大海的南端”或“南方的海洋”，代指东南亚地区。早在1940至50年代，许多中国大陆的华人远涉重洋，南下谋生；至此之后，马来亚（新加坡和马来西亚半岛）被华人称为“南洋”。
1980年，南洋大学和新加坡大学合并，成立新加坡国立大学。
1981年，新加坡政府在南洋大学校址成立南洋理工学院（Nanyang Technological Institute），为急速腾飞的新加坡经济培育工程专才。
1985年，南洋理工学院声誉日隆，被英联邦工程理事会评为世界上最杰出的工程学院之一。
1987年，成立会计与商业学院，现已发展成为享誉国际的南洋商学院。1988年，成立应用科学学院。
1991年，南洋理工学院进行重组，将国立教育学院纳入旗下，更名为南洋理工大学。
2001年，设立生物科学学院；同年，土木与结构工程学院更名为土木与环境工程学院。
2004年，设立人文与社会科学学院，开办经济学荣誉文学士学位课程，并推出中文、英文、经济学、心理学和社会学副修课程。同年，开办三项全新本科课程：化学与生物分子工程学位课程、计算机科学学位课程以及海事研究学位课程。
2005年，艺术、设计与媒体学院和理学院学位课程开班。同年，机械与制造工程学院更名为机械与宇航工程学院，新设立的宇航工程系开办新加坡首个宇航工程学位课程。同年，材料工程学院更名为材料科学与工程学院，附属工程学院的生物工程系和化学与生物分子工程系合并为化学与生物医学工程学院。同年，设立高等研究所，从世界各地网罗研究有成的科学家授课，让南大师生有机会与诺贝尔奖得主和其他顶尖科学家交流讨教，激发思考火花，从而全面提高南大科技研究的水平。
2006年，南大正式自主，从法定机构转为非盈利企业。
2007年，南大第二个校区南大纬壹校区和校友俱乐部正式开幕。
2013年，设立李光前医学院。

## 校园
云南园以其郁葱的景色及波形的地形而闻名，坐落于新加坡的西部，离市中心25公里。云南园校园整体配置由普利兹克奖得主丹下健三设计，并于1986年建成。
云南园具有完善的教学和研究设施。大学的社区成员在最先进和设备完善的实验室、教室和教师办公室工作和学习。目前正在建设当中的物理与数学科学大厦，具有同牛津大学一起设计的实验室。这些实验室将是新加坡大学中具有最好和最现代化的设备的实验室。另一具有象征性的建筑是艺术、设计与媒体学院，其屋顶模仿云南园延绵起伏的山丘。
云南园具有高科技网络学习设备，其中包括了有线和无线网络配置。研讨会和讲座可以享用多媒体演示、视频会议和同时由数个不同地点的通讯的设备的支持。

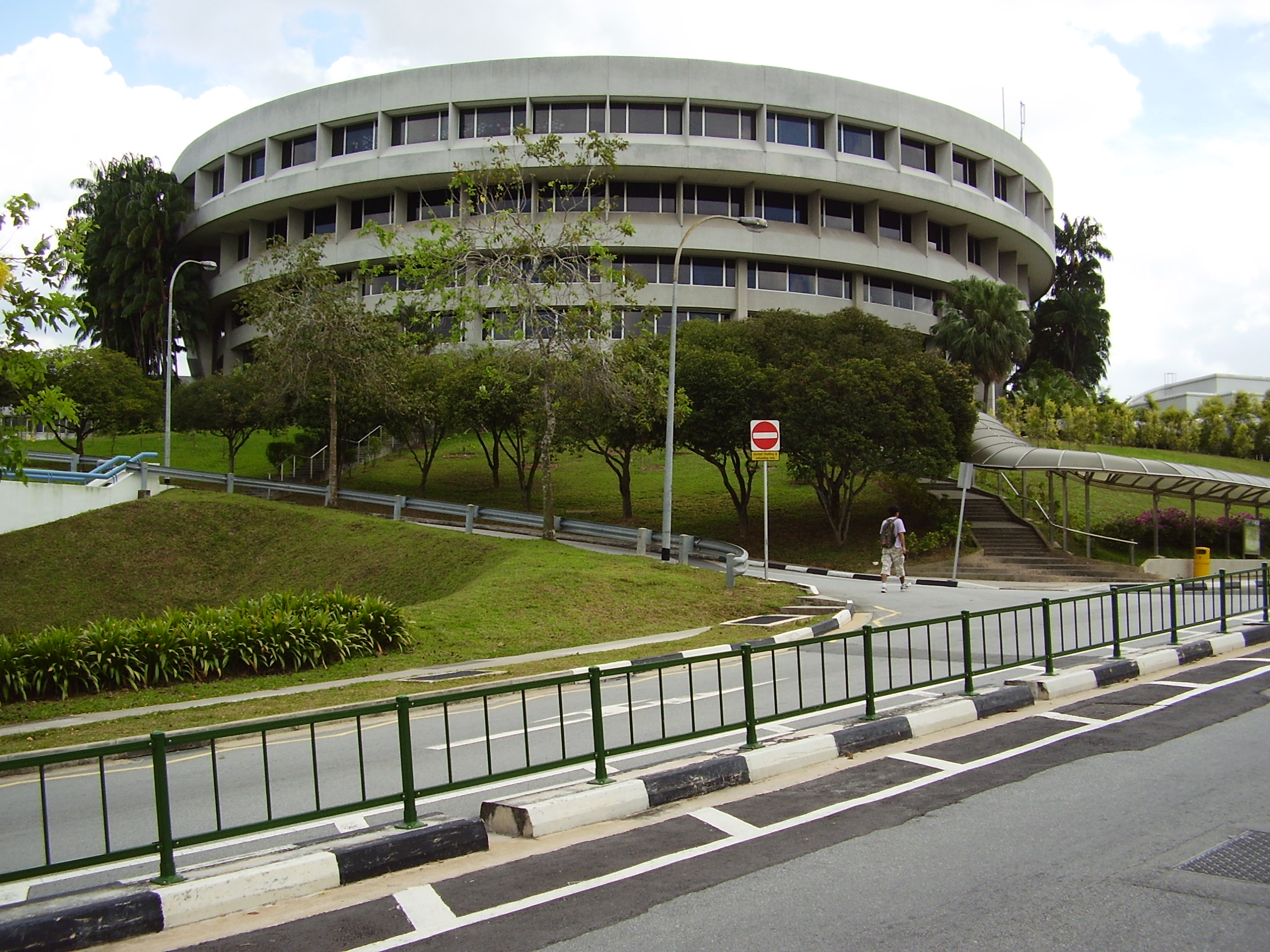
李偉南圖書館
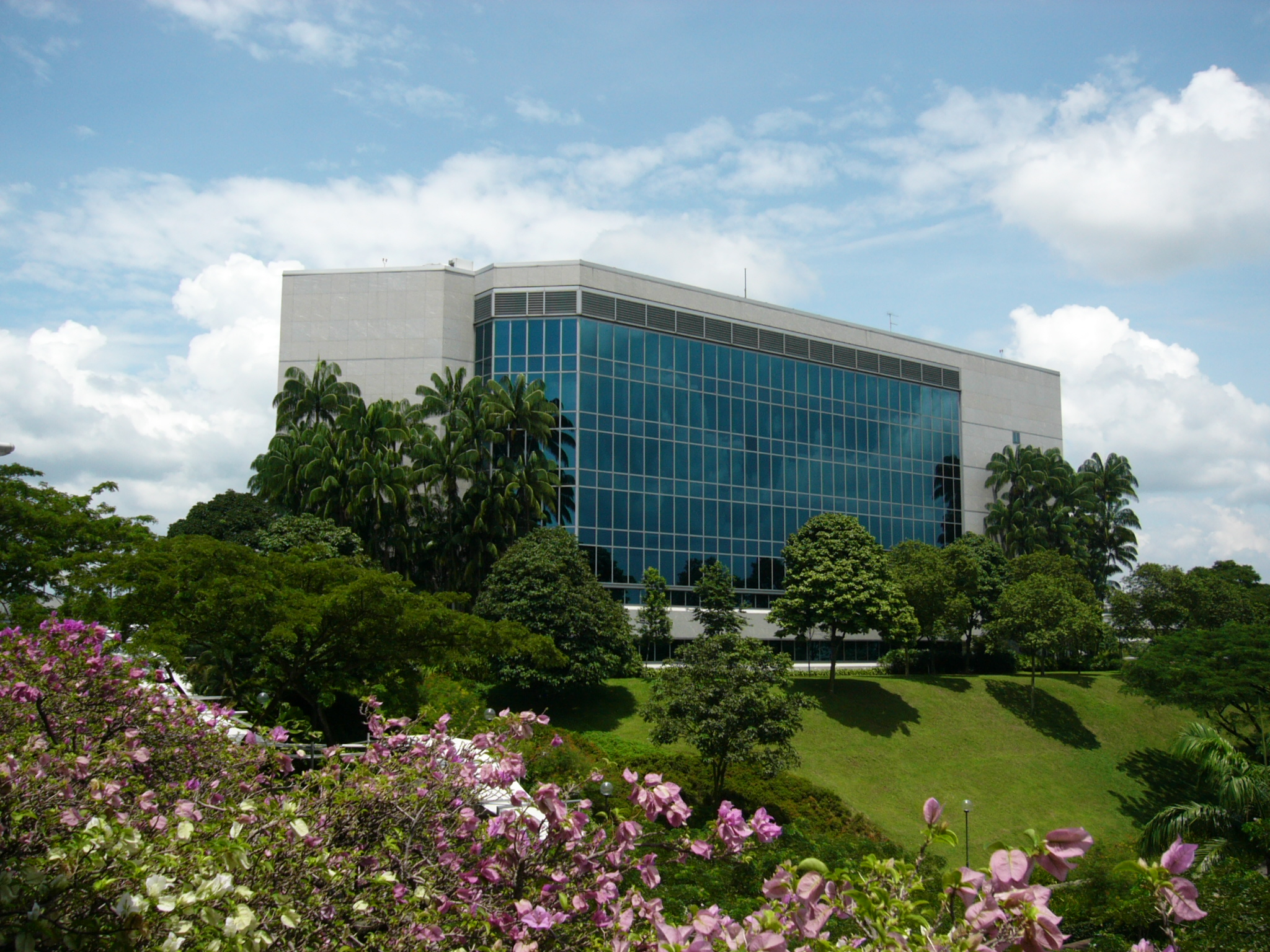
行政大樓
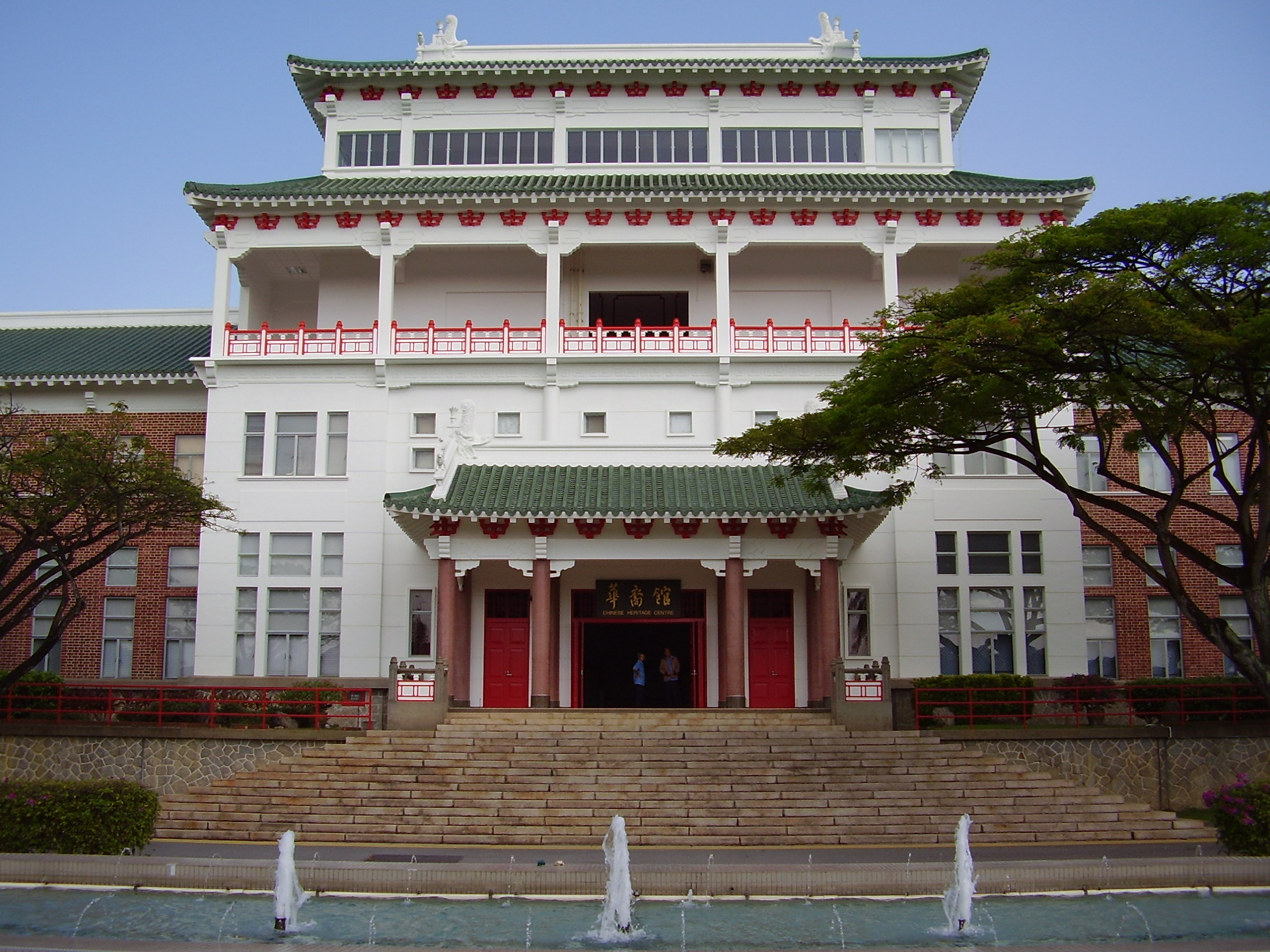
華裔館，前南洋大學行政大樓

### 学生住宿
南洋理工大学为本科生提供23栋宿舍楼，每栋可容纳500至659名学生，共可接纳约14,000名本地和国际学生。所有新生均可获保证提供宿舍床位。所有宿舍楼均按楼层或区域实行男女分区，并提供单人间和双人间。双人间由同性别学生共同入住。每栋宿舍都配备公共设施，如休息区、空调阅览室、茶水间，以及配有洗衣机和烘干机的洗衣房。目前，新生可获保障在前两年内都有宿舍床位。

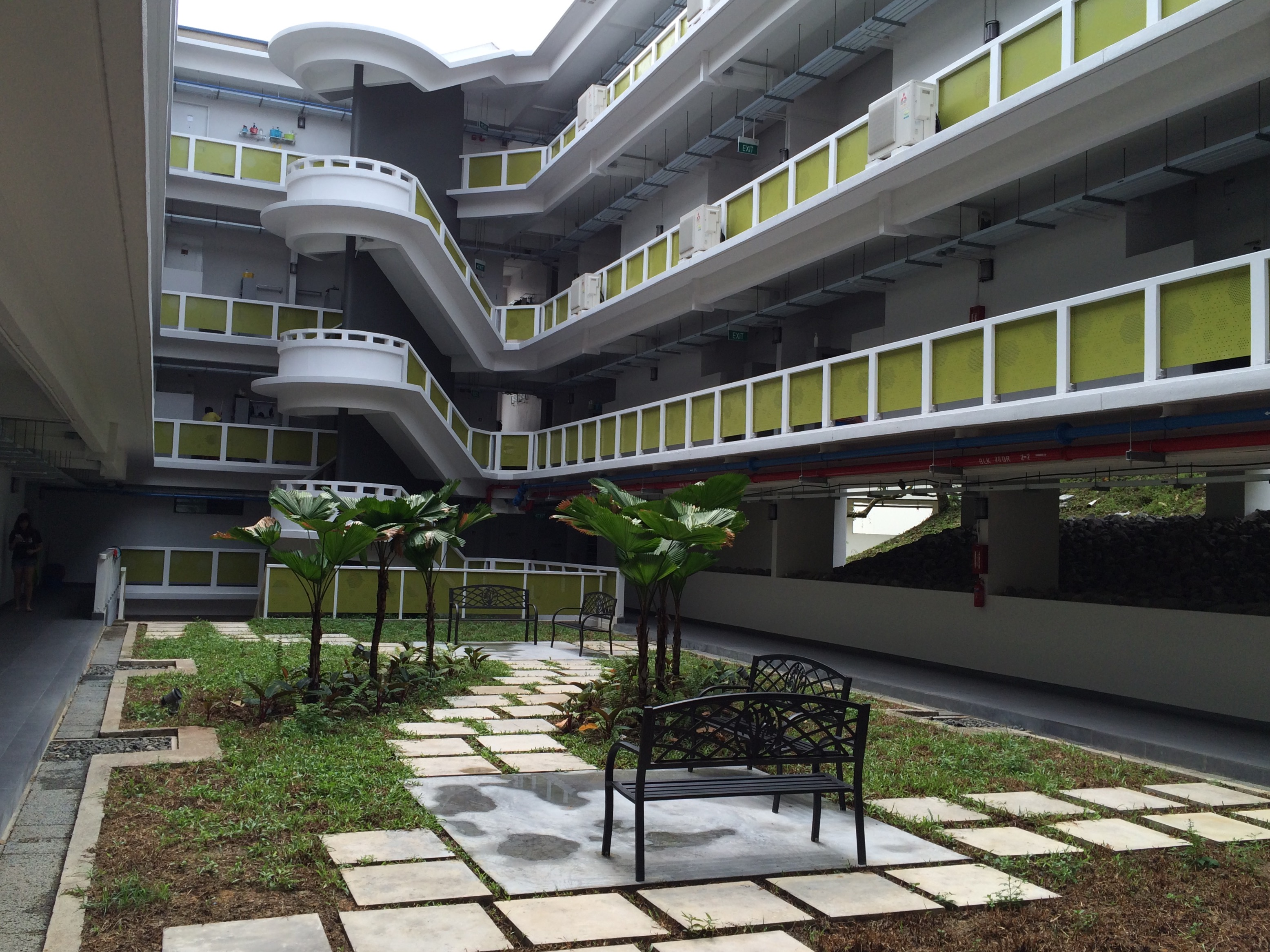
南大第五宿舍（Hall 5）
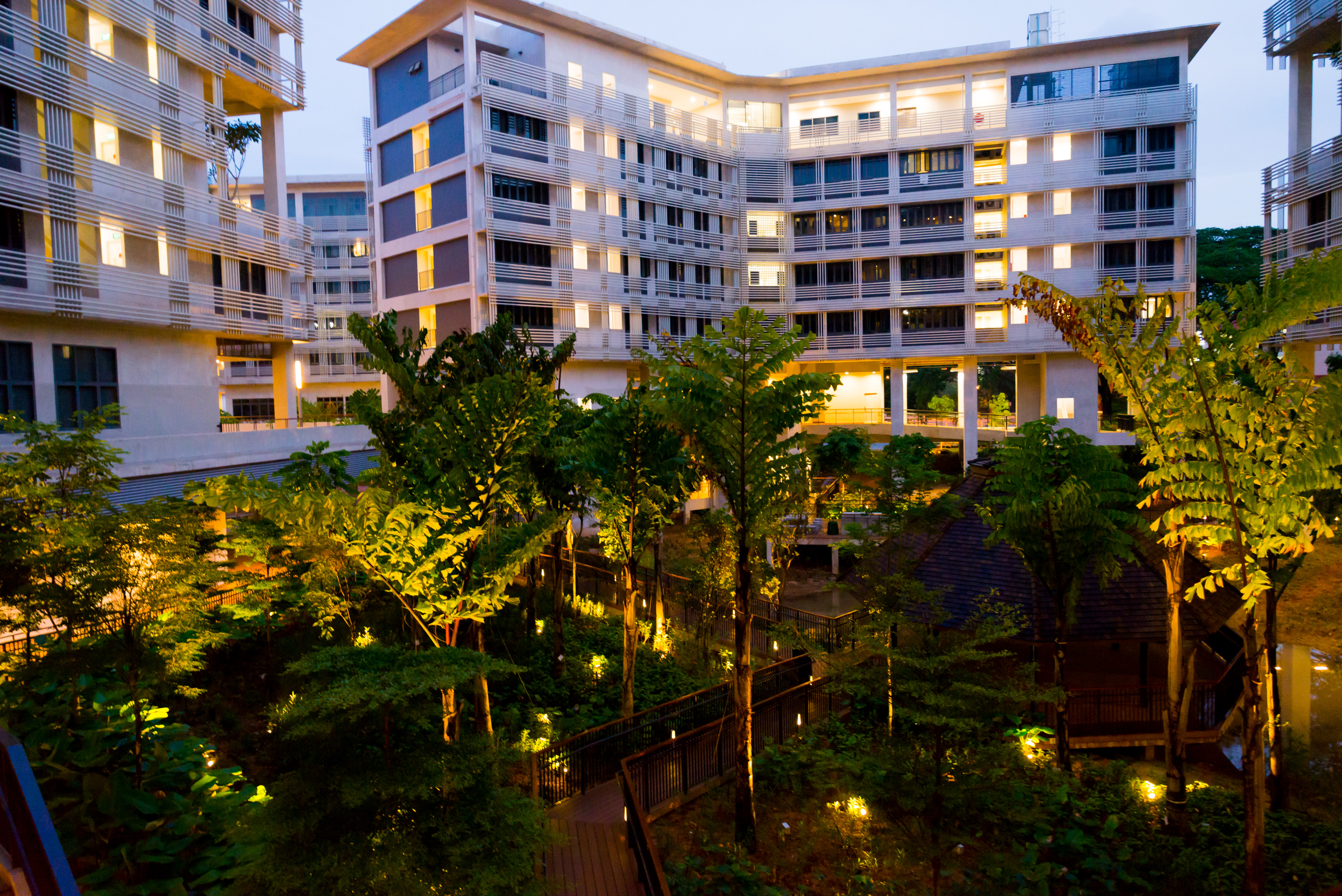
南大先驱和新月宿舍区（Pioneer & Crescent Halls）
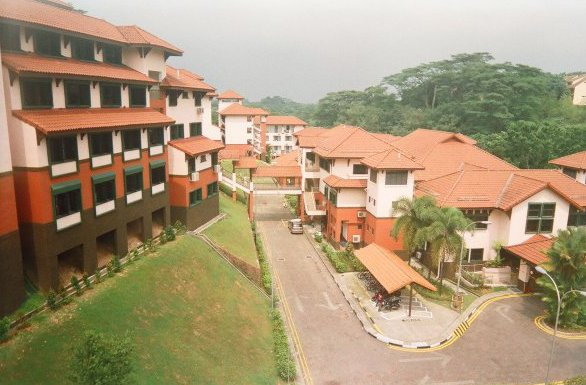
南大第九宿舍（Hall 9）

### 交通
校园内外的交通主要由面付费的巴士捷运系统提供服务。校区内的蓝线（Campus Loop Blue）和红线（Campus Loop Red）分别以顺时针和逆时针的方向穿梭于校园各处，而绿线（Campus Rider）线路则在周日连接校园的政务中心与临近的先驱地铁站，周末则由褐线（Campus Weekend Rider）穿行。
目前正在兴建的裕廊区域地铁线将在校区内设三个站点，即南洋门站，南洋弯站和秉江山站，预计2029年通车。这些车站将直接服务于校区北部的宿舍楼、新加坡国立教育学院，李光前医学院，黄金辉传播与信息学院等校园区域。届时将提升该区域的交通便利性，并将促进南大以及毗邻的裕廊创新区的协同发展。

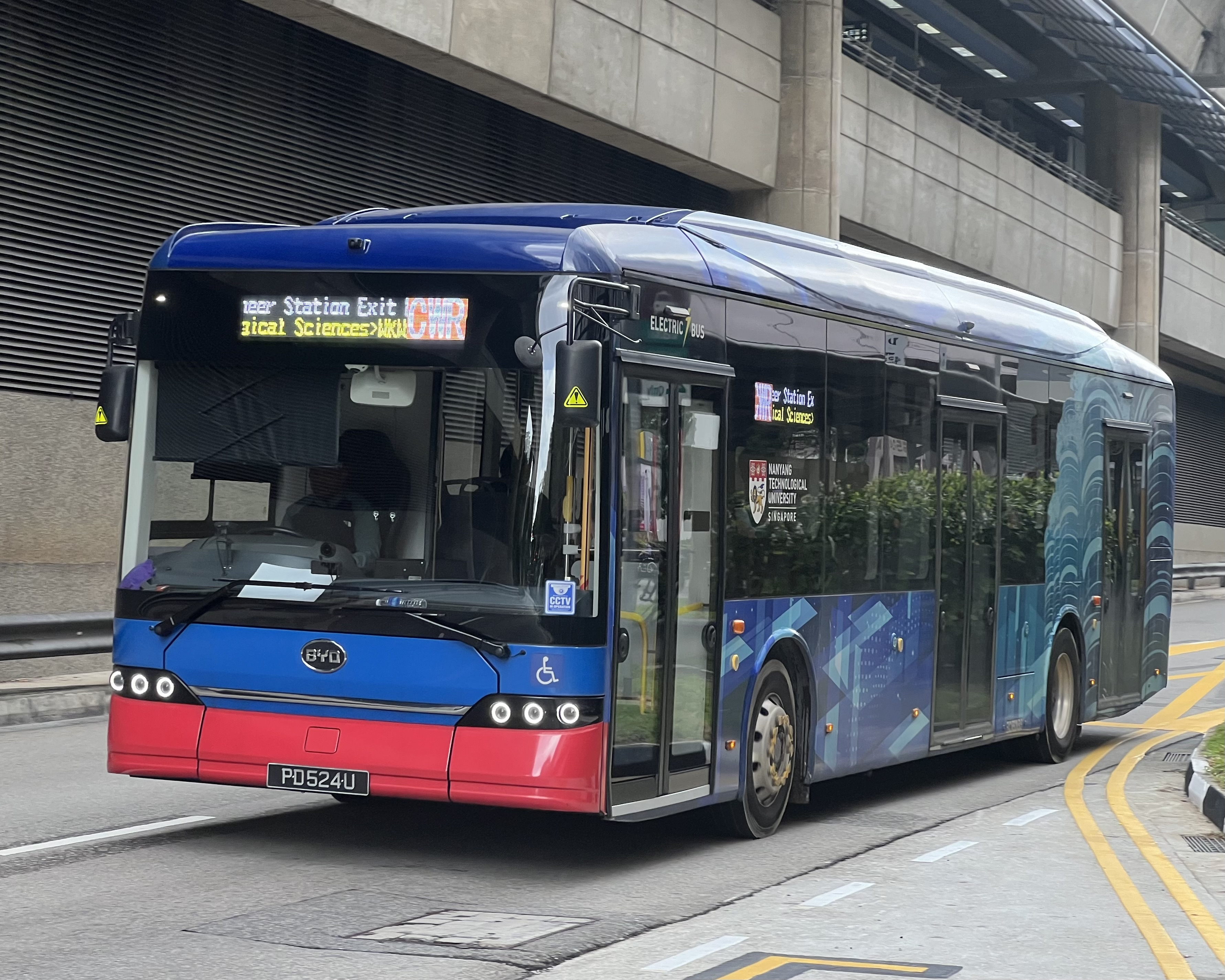
南洋理工大学校内捷运巴士执行褐线服务

## 财政
学校经费主要由新加坡政府教育部提供。一部分年度预算来自学费及其他渠道的收入。政府还对一些发展项目进行单独拨款。从2006年4月1日，南大获得自治权，因此可以在管理、策划、学费和和学生录取政策方面有较多选择的权利。

## 院系分布
南洋理工大学设有多个学院、学校和自主学院与中心。由5个学院组成的工学部集中在科技的创新，并享誉国际。理学院在新加坡的生命科学及科学方面处于领先的地位。南洋商学院提供世界上最好的100的商业管理课程之一。文学院具有新加坡第一个艺术学院、人文与社会科学学院及黄金辉传播与信息学院。黄金辉传播与信息学院是最好的亚洲最好传播与信息学院之一。该学院以已故的黄金辉博士来命名。黄金辉博士是前任新加坡总统，也是备受尊敬的记者和外交人员。
2013年，南洋理工大学与伦敦帝国理工学院合作开办李光前医学院，以应对新加坡人口老龄化而导致的医务人员紧缺的现象。
2022 年，南洋理工大学将合并工程系和化学系，成立化学、化学工程与生物技术学院。
2024 年，南洋理工大学重组，将计算机科学、计算机工程、数据科学和人工智能等学科从工程学院分离出来，使其成为一所独立的学院。这一转变的标志是引入了新的课程，包括金融应用计算和人工智能社会课程。

### 工程学部
- 土木与环境工程学院
- 电机与电子工程学院
- 材料科学与工程学院
- 机械与宇航工程学院
- 化学、化工和生物技术学院

### 理学部
- 生物科学学院
- 数理科学学院
- 亚洲环境学院
- 化学、化工和生物技术学院

### 计算与数据科学学部（院）
- 计算与数据科学学院

### 商学部（院）
- 南洋商学院

### 人文、艺术与社会科学学部
- 艺术、设计与媒体学院
- 黄金辉传播与信息学院
- 人文学院
- 社会科学学院

### 自主学院
- 国立教育学院
- 拉惹勒南国际研究学院
- 李光前医学院

### 主要机构与中心
- 南洋理工大学孔子学院
- 南洋科技创业中心
- 南洋理工大学能源研究院
- 新加坡环境生命科学工程中心

## 研究机构与中心
南洋理工大学具有许多研究机构和中心。它们的建立是为了发展科学和技术、传输知识以及保护文化与价值。
南洋理工大学与世界上许多机构有合作伙伴关系。一些主要的伙伴包括：麻省理工学院、斯坦福大学、康奈尔大学、加州理工学院、西雅图华盛顿大学、卡内基梅隆大学、北京大学、剑桥大学、伦敦帝国学院等。

## 排名

### QS世界大學排名
2021年世界第13名，亞洲第2名。
2023年世界第19名，亞洲第4名。
2025年世界第15名，亞洲第3名。

### 泰晤士高等教育世界大學排名
2021年世界第47名，亞洲第5名。
2022年世界第46名，亞洲第6名。
2023年世界第36名，亞洲第5名。

### 世界大學學術排名
2021年，世界大學學術排名第81名，亚洲第10。

### U.S. News世界大學排名
2024年全球排名第27名，亚洲第3名。

## 校友列表
- 魏家祥
- 沈冰
- 孫燕姿  , 亞洲天后女歌手
- 鄭雪兒
- 芮恩, 女演员
- 泳兒 , 香港女歌手
- 張豐霖
- 白薇秀, 女演员
- 文慧如
- 郭诗玲
- 韩君婷, 女演员
- 吴天胜，世界记忆大师，中国第一位世界记忆冠军，2014年参加江苏卫视《最强大脑》。
- 陈欧，青年企业家，聚美优品创始人。
- 邹一平，青年企业家，蓝衫科技创始人。
- 徐平，兰梅环保科技集团公司，董事长。博士&EMBA。新加坡政府奖学金获得者。牛津大学校友等。
- 韩旭，湖南大学机械与运载工程学院院长，长江学者。
- ZHU GUOJUN（朱国钧）, CFA, Ph.D, Jinzhang International Fund Management Pte Ltd 首席执行官
- Tek Fong Han，新加坡电力有限公司运营部主管。
- Vinny Kapoor，CIMB银行高级经理。
- Abdul Razak Hassan Maricar，新加坡伊斯兰教伊斯兰宗教委员会主席乌干达伊斯兰教新加坡民主党（Muis）首席执行官。
- Siew Ming Lawrence Lee，新加坡电力有限公司（运营与项目）主管。
- Stephen Robert Monaghan，区域总监，AIA集团创新Edge AIA负责人。
- Vilvanathan Subramanian，也门DNO国际财务与商业经理。
- Andrew Sabaratnam，义安理工学院跨学科研究学院院长。
- Chwee Choon Tan, Hyphens Pharma Pte. Ltd 区域经理。
- Pak Tim Yu，HSBC Private Banking 执行董事。
- Hui Chee Loong，新加坡电力有限公司财务执行董事。
- Patrick Lai，Singapore Mobility Partners Pte Ltd 总经理。
- Guido Crucq，Dimension Data公司商业安全方案部总经理。
- Philippe Bonnet，HR Essilor International S.A.公司副总裁，学习发展全球主任。
- Dato’Amir Firdaus Abdullah，Gleneagles Hospital Malaysia，Pantai Holdings Berhad 首席运营官。
- Stella Peck，PepsiCo Vice President of Marketing 运营副总裁

### 引用
1. ↑  陳澄子. . 蘋果新聞網. 壹傳媒. 2019-10-29  [2020-05-31] （中文（臺灣））.[]
2. ↑  吳孟霖.  (PDF). 臺灣國立交通大學發展館. 2009-02  [2020-05-31] （中文（臺灣））.[]
3. ↑  梁勇. . 大公網. 大公報. 2017-02-21  [2020-05-31]. （原始内容存档于2021-02-07） （中文（繁體））.
4. ↑  . 中國經濟網. 經濟日報報業集團. 2013-01-14  [2020-05-31]. （原始内容存档于2021-02-07） （中文（简体））.
5. ↑   (PDF). Nanyang Technological University. 31 MARCH 2015  [2016-04-13]. （原始内容存档 (PDF)于2020-12-24）.
6. ↑  . Nanyang Technological University.   [18 February 2021]. （原始内容存档于4 December 2020）.
7. ↑  Raynold Toh YK. . The Straits Times. 16 March 2017  [11 November 2017]. （原始内容存档于11 November 2017）.
8. ↑  Office of Housing & Auxiliary Services. . Nanyang Technological University.   [4 March 2021]. （原始内容存档于Mar 1, 2021）.
9. ↑  . www.zaobao.com.sg.   [2025-05-28] （中文（简体））.
10. ↑  . The Straits Times. 2018-05-09  [2025-05-28]. ISSN 0585-3923 （英语）.
11. ↑  . www.lta.gov.sg.   [2025-05-28].
12. ↑   (PDF).   [2016-11-11]. （原始内容存档 (PDF)于2021-02-07）.
13. ↑  Mujibah, Fatimah. . The Straits Times. 2022-08-26  [2024-10-28]. ISSN 0585-3923. （原始内容存档于2024-06-27） （英语）.
14. ↑  Chan, Gabrielle. . The Straits Times. 2024-02-19  [2024-10-28]. ISSN 0585-3923. （原始内容存档于2024-12-20） （英语）.
15. ↑  .   [2019-06-20]. （原始内容存档于2012-09-17）.
16. ↑  .   [2019-09-14]. （原始内容存档于2019-09-18）.
17. ↑  .   [2019-09-14]. （原始内容存档于2020-01-30）.
18. ↑  .   [2019-03-15]. （原始内容存档于2019-10-24）.